# Ledeno doba (franšiza)
Ledeno doba (eng. Ice Age) je multimedijska franšiza koju je razvio Blue Sky Studios 2002. godine s izdavanjem prvog poglavlja: Ledeno doba, redatelja Chrisa Wedgea.
Smješten u ledeno doba, prati avanture skupine prapovijesnih sisavaca: Manfred (vunasti mamut), Sid (ljenjivac), Diego (smilodon), Ellie (Mannyjeva supruga), Crash i Eddie (oposumi) i Scrat (vjeverica sabljastog zuba) među ostalim likovima.
Sve filmove i kratke filmove producirao je Blue Sky Studios, a distribuirao 20th Century Fox. Do danas je snimljeno pet filmova: Ledeno doba (2002.), Ledeno doba 2: Zatopljenje (2006.), Ledeno doba 3: Dinosauri dolaze (2009.), Ledeno doba 4: Zemlja se trese (2012.) i Ledeno doba 5: Veliki udar (2016.), kao i niz kratkih filmova vezanih uz franšizu.
Saga je bila veliki uspjeh i kod publike i kod reklama, osim u petom poglavlju koje su, iako komercijalni uspjeh, kritičari i publika izkritizirali jer nisu pokušali biti znanstveno točni. Od travnja 2016. franšiza je ostvarila 6 milijardi USD prihoda, što je čini jednom od medijskih franšiza s najvećom zaradom svih vremena.
Nakon zatvaranja Blue Sky Studios u travnju 2021., prava na sagu ostala su vlasništvo tvrtke Walt Disney.

## Filmovi
| Film                                | Datum | Redatelj                        | Scenaristi                                                    | Priča                        | Producent                   |
| ----------------------------------- | ----- | ------------------------------- | ------------------------------------------------------------- | ---------------------------- | --------------------------- |
| Ledeno doba                         | 2002. | Chris Wedge                     | Michael Berg and Michael J. Wilson and Peter Ackerman         | Michael J. Wilson            | Lori Forte                  |
| Ledeno doba 2: Zatopljenje          | 2006. | Carlos Saldanha                 | Peter Gaulke & Gerry Swallow and Jim Hecht                    | Peter Gaulke & Gerry Swallow | Lori Forte                  |
| Ledeno doba 3: Dinosauri dolaze     | 2009. | Carlos Saldanha                 | Michael Berg & Peter Ackerman and Mike Reiss and Yoni Brenner | Jason Carter Eaton           | Lori Forte i John C. Donkin |
| Ledeno doba 4: Zemlja se trese      | 2012. | Steve Martino Michael Thurmeier | Michael Berg and Jason Fuchs                                  | Michael Berg and Lori Forte  | Lori Forte i John C. Donkin |
| Ledeno doba 5: Veliki udar          | 2016. | Michael Thurmeier               | Michael Wilson and Michael Berg and Yoni Brenner              | Aubrey Solomon               | Lori Forte                  |
| Spin-off                            |       |                                 |                                                               |                              |                             |
| The Ice Age Adventures of Buck Wild | 2022. | John C. Donkin                  | Jim Hecht and William Schifrin & Ray DeLaurentis              | Jim Hecht                    | Denise L. Rottina           |

Dok se promovirao The Ice Age Adventures of Buck Wild, PR stranica Disney+ otkrila je da je još jedan film ledenog doba u razvoju 20th Century Animation studija.

## Kratki filmovi
| Film                                  | Datum |
| ------------------------------------- | ----- |
| Gone Nutty                            | 2002. |
| No Time for Nuts                      | 2006. |
| Surviving Sid                         | 2008. |
| Scrat's Continental Crack-Up          | 2012. |
| Scrat's Continental Crack-Up - Part 2 | 2012. |
| Cosmic Scrat-tastrophe                | 2015. |
| Scrat: Spaced Out                     | 2016. |

## Televizijski specijali
| Naziv                                   | Datum |
| --------------------------------------- | ----- |
| Ledeno doba: Božić mamutskih proporcija | 2011. |
| Ledeno doba: Tko prvi, njegovo jaje     | 2016. |

## Scrat Tales
U svibnju 2021. šuškalo se da će kratka serija u produkciji Blue Sky Studija poznate kao Scrat Tales doći na Disney+. Serija bi pratila Scrata, koji otkriva da ima sina.
Snimka serije kasnije je procurila na YouTubeu, a bivši animatori Blue Skyja otkrili su da će serija doći na Disney+ 2022. godine nakon filma The Ice Age Adventures of Buck Wild. Plišani lik Scratovog sina također je predstavljen putem web stranice "Just Play Products", a druga slika sadrži plavu oznaku koja sadrži logotip za Scrat Tales, iako je popis bio naslovljen pod "The Ice Age Adventures of Buck Wild" kako bi promovirao novi film.
Serija bi trebala biti objavljena kao Originalna Disney+ serija 13. travnja 2022.

## Videoigre
| Igra                                             | Godina            | Tvrtka                  | Platforma                                                                                |
| ------------------------------------------------ | ----------------- | ----------------------- | ---------------------------------------------------------------------------------------- |
| Ice Age                                          | 2002.             | Ubisoft                 | Game Boy Advance                                                                         |
| Ice Age 2: The Meltdown                          | 2006.             | Vivendi Universal Games | Wii, PlayStation 2, GameCube, Game Boy Advance, Nintendo DS, Xbox, and Microsoft Windows |
| Ice Age: Dawn of the Dinosaurs                   | 30. lipnja 2009.  | Activision              | Microsoft Windows, Wii, Nintendo DS, PlayStation 2, PlayStation 3 i Xbox 360             |
| Ice Age 3: Boulder Drop                          | 2009.             |                         |                                                                                          |
| Ice Age 3: Dino Dinner                           | 2009.             |                         |                                                                                          |
| Ice Age 3: Slippery Slope                        | 2009.             |                         |                                                                                          |
| Ice Age Village                                  | 5. travnja 2012.  | Gameloft                | iOS i Android                                                                            |
| Ice Age Village                                  | 24. travnja 2013. | Gameloft                | Windows Phone                                                                            |
| Ice Age: Continental Drift – Arctic Games        | 10. srpnja 2012.  | Activision              | Wii, Nintendo 3DS, Nintendo DS i Xbox 360                                                |
| Ice Age Online                                   | 10. srpnja 2012.  | Bigpoint Games          |                                                                                          |
| Ice Age: Clueless Ice Sloth                      | 2012.             |                         |                                                                                          |
| Ice Age Adventures                               | 7. kolovoza 2014. | Gameloft                | iOS, Android, Windows Phone i Windows 8                                                  |
| Ice Age: Avalanche                               | 2015.             | Gameloft                |                                                                                          |
| Ice Age: Arctic Blast (zvana Ice Age: Hailstorm) | lipanj 2016.      | Zynga                   | iOS i Android                                                                            |
| Ice Age Mission Control                          | 2016.             |                         | online igre                                                                              |
| Ice Age: Manic Meteor Run!                       | 2016.             |                         | online igre                                                                              |
| Ice Age: Geode Jam!                              | 2016.             |                         | online igre                                                                              |
| Ice Age: Coloring Book                           | 2016.             |                         | online igre                                                                              |
| Ice Age: Matching Cards                          | 2016.             |                         | online igre                                                                              |
| Ice Age: Scrat's Nutty Adventure                 | 2019.             | Outright Games          | PlayStation 4, Xbox One, Nintendo Switch i Microsoft Windows                             |

## Predstava uživo
Ice Age Live! A Mammoth Adventure  je ledena predstava uživo koja kombinira klizanje, zračne umjetnosti, lutke i film, a priča novu priču temeljenu na prva tri filma ledenog doba.
Radnja počinje s bebom mamutom, Peaches, kojeg je otelo zlo stvorenje slično sokolu zvanom Shadow. Njegov otac, Manny, kreće spasiti Peaches u pratnji Sida i Diega. Njihova misija je uspješna, ali na putu kući susreću se s lavinama i padovima stijena, pretvarajući ih u fantastično podzemno kraljevstvo.

## Tematski park
Vožnje i atrakcije inspirirane Ledenim dobom prvi put su otvorene u njemačkom Filmskom parku. U 2012. godini u Alton Towersu otvoreno je novo 4D iskustvo Ledenog doba. Zatim se 2014. otvaraju nove vožnje Ledenim dobom u Dufan Ancolu u Jakarti koja donosi dvije tematske vožnje Ledenog doba pod nazivom "Ledeno doba: Sid's Arctic Tours" i "Kontiki".
Atrakcije inspirirane ledenim dobom bit će predstavljene u prvom tematskom parku 20th Century Foxa, nazvanom "20th Century Fox World", koji će se otvoriti 2021. godine u sklopu malezijskih resorta "Genting Highlands".

## Vanjske poveznice
- Službena stranica